# Auxopus
Auxopus is een klein geslacht van tropische orchideeën uit de onderfamilie Epidendroideae.
Het zijn kleine bladgroenloze, epiparasitische orchideeën, afkomstig uit tropisch Afrika.

## Naamgeving en etymologie
De botanische naam Auxopus is afkomstig van het Oudgriekse auxein (toenemen) en pous (steel), en heeft betrekking op de bloemsteel die na de bevruchting een stuk langer wordt.

## Kenmerken
De plant bezit lange, vlezige en spoelvormig verdikte ondergrondse rizomen. Daaruit ontstaat een bruingele bloemstengel met sterk gereduceerde, bladgroenloze bladeren. De bloeiwijze is een gedrongen eindstandige tros met vele kleine, onopvallende bruine bloemen.
Het bovenste kelkbladen en de laterale kroonbladen zijn aan de voet samengegroeid, de toppen ervan zijn teruggeplooid. De laterale kelkbladen zijn volledig vergroeid. De bloemlip is wit, breder dan de andere bloembladen, gaafrandig of zwak tweelobbig. Ze is aan de basis verbonden met het gynostemium. Die draagt aan het uiteinde twee aanhangsels (stelidia). De meeldraad is gebogen ten opzichte van de as van het gynostemium en draagt vier pollinia. Er is een tweelobbig viscidium.
Opvallend is dat de bloemstelen zich bij het rijpen van het vruchtbeginsel duidelijk gaan verlengen, zodat de zaaddozen bij het openen op lange, flexibele stelen zitten.

## Habitat en verspreiding
Auxopus-soorten groeien op humusrijke bodem van schaduwrijke, vochtige regenwouden in tropisch Afrika, Madagaskar en de Mascarenen.

## Soorten
Het geslacht omvat 3 soorten. De typesoort is Auxopus kamerunensis.
- Auxopus kamerunensis Schltr. (1905)
- Auxopus macranthus Summerh. (1951)
- Auxopus madagascariensis Schltr. (1924)